# Tour della nazionale maschile di rugby a 15 dell'Argentina 1978
Nella seconda metà degli anni '70 il rugby argentino si mostra sulla scena internazionale. È l'epoca di Hugo Porta, considerato il più grande giocatore argentino di tutti i tempi ed eletto nel 1985 il miglior mediano di apertura del mondo
Quello del 1978 è uno storico tour dei "pumas" ancora capitanati da Hugo Porta: strappano un pareggio all'Inghilterra e battono il "Galles B" prima di cedere però all'Italia.
La squadra è profondamente rinnovata dopo la rinuncia di molti veterani in disaccordo con la Federazione.
Commissario tecnico è Angel Guastella  con la collaborazione di Bernardo "Aitor" Otano e Luis Garcia Yanez.

## Risultati
Sistema di punteggio: meta = 3 punti, Trasformazione=2 punti .Punizione e calcio da mark=  3 punti. drop = 3 punti. 
| Arbitro: | Jean Pierre Bonnet |

|           |      |                                                      |
|           | mt   | Porta, Cappelletti, Cerioni Madero, Puccio, Petersen |
|           | tr   | Porta 3                                              |
| I. Gale 3 | c.p. | Porta 3                                              |

| Arbitro: | Corris Thomas |

|                         |      |               |
| Ripley, French, Prestan | mt   | Madero        |
| Bushell 2               | tr   | Port          |
| Bushell 2               | c.p. | Port          |
|                         | drop | Porta, Sansot |

| Arbitro: | A. Bryce |

|                          |      |        |
| Slemen, Boyd , Horton, 1 | mt   |        |
| Young                    | tr   |        |
| Boyd 2                   | c.p. | Sansot |
|                          | drop | Sansot |

| Arbitro: | D. Burnett |

|                               |           |                           |
| mete: c.p.: Cusworth, Mumford | Marcatori | mete: c.p.: Drop: Porta 5 |
| Mall, Watson-Jones            | mt        | Soares Cache              |
| Cusworth, Mumford             | c.p.      | Porta 5                   |
|                               | drop      | Porta                     |

| Arbitro: | N.Sanson |

|            |      |       |
| I. Wilkins | mt   | Porta |
| Rose       | tr   | Porta |
| Rose       | c.p. |       |

| Arbitro: | Clive Norling |

| |            | |
| Gifford, Squires | mt         | Campo, Passaglia |
| Bushell | tr         | Porta |
| | c.p.       | Porta |
| Horton | drop       | |
| 15.K. M. Bushell, 14.P. J. Squires, 13.P. J. Warfield, 12.P. W. Dodge, 11.M. A. Slemen, 10.J. P. Horton, 9.J. Gifford, 8.B. G. Nelmes, 7.P. J. Wheeler, 6.F. E. Cotton, 5.W. B. Beaumont, 4.M. J. Colclough, 3.P. J. Dixon, 2.M. Rafter, 1.J. P. Scott | Formazioni | 15.Martin Sansot, 14.Marcelo Campo, 13.Marcelo Loffreda, 12.Rafael Madero, 11.Adolfo Cappelletti, 10.Hugo Porta (c), 9.Tomas Landajo, 8.Gabriel Travaglini, 6.Hector Silva, 7.Tomas Petersen, 5.Alejandro Iachetti, 4.Ricardo Passaglia, 3.Alejandro Cerioni, 2.Alejandro Cubelli, 1.Hugo Nicola - Non entrati : Alejandro Puccio, Javier Trucco, Javier Escalante, Carlos Serrano, Topo Rodriguez, Ronaldo Seaton |

| Arbitro: | R. C. Quittenton |

|                  |      |                |
| Lewis, Hutchings | mt   | Campo, Serrano |
| Barry 2          | c.p. | Porta, Sansot  |
|                  | drop | Porta          |

| Arbitro: | Laurie Prideaux |

|            |      |                |
| Andrucetti | mt   | Travaglini     |
|            | tr   | Porta          |
| Quinn 3    | c.p. | Porta 4 Sansot |
|            | drop | Porta          |

| Arbitro: | Bruno Tavelli |

| |            | |
| R Francescato, Ghizzoni | mt         | |
| Zuin | tr         | |
| Zuin 2 | c.p.       | Porta |
| Zuin | drop       | Porta |
| 15.Rocco Caligiuri, 14.Massimo Mascioletti, 13.Nello Francescato, 12.Rino Francescato, 11.Serafino Ghizzoni, 10.Loredano Zuin, 9.Angelo Visentin, 8.Elio de Anna, 7.Fiorenzo Blessano, 6.Paolo Mariani, 5.Adriano Fedrigo, 4.Fulvio di Carlo, 3.Ambrogio Bona (cap), 2.Claudio Robazza, 1.Anacleto Altigieri - Sostituti: Narcisio Zanella | Formazioni | 15.Eduardo Sanguinetti, 14.Martin Sansot, 13.Javier Escalante, 12.Rafael Madero, 11.Marcelo Campo, 10.Hugo Porta (cap), 9.Alfredo Soares Gache, 8.Gabriel Travaglini, 7.Tomas Petersen, 6.Carlos Serrano, 5.Ricardo Passaglia, 4.Alejandro Iachetti, 3.Alejandro Cerioni, 2.Alejandro Cubelli, 1.Rodolfo Ventura - Sostituti: Adolfo Cappelletti, Hugo Nicola |